# 1997년 한화 이글스 시즌
1997년 한화 이글스 시즌은 한화 이글스가 KBO 리그에 참가한 4번째 시즌이며, 빙그레 이글스 시절까지 합하면 12번째 시즌이다. 강병철 감독이 팀을 이끈 4번째 시즌으로, 강석천이 주장을 맡았다. 팀은 주전포수 조경택이 팔꿈치 부상으로 인해 시범경기에 불참하면서 포수진이 부실해진 데다 신진들의 모자란 기량 - 중간층 부재 - 고참들의 의욕 상실 - 특정 선수에 대한 의존도가 높았던 점(정민철 구대성 장종훈) 탓인지  8팀 중 정규시즌 7위에 그쳐 포스트시즌 진출에 실패했다.
한편, 1997년 3월 1일부터 후쿠오카에서 롯데 다이에와 연습경기를 치뤄  일본 프로야구팀 연고지에서 최초 전지훈련을 했다.

## 타이틀
- 노히트노런: 정민철 (9호)
- 올스타 선발: 정민철 (투수), 장종훈 (1루수)
- 올스타전 추천선수: 구대성, 송진우, 강석천
- 컴투스프로야구 레전드 카드: 정민철, 강석천
- 컴투스프로야구2022 타이틀홀더 라인업: 강석천 (3루수)
- 완투: 정민철 (10)
- 완봉: 정민철 (4)
- 탈삼진: 정민철 (160)
- 선발 GSC: 정민철 (5월 23일 OB전, 95)

### 퓨처스리그
- 북부리그 출루율: 조효상 (0.386)
- 북부리그 장타율: 조효상 (0.579)
- 북부리그 OPS: 조효상 (0.965)
- 북부리그 2루타: 김정윤, 조효상 (15)
- 도루: 박상현 (18)
- 북부리그 4사구: 길배진, 조효상 (36)
- 북부리그 완투: 이은승 (6)
- 다승: 공용우 (11)
- 북부리그 승률: 공용우 (0.647)
- 이닝: 나성열 (154)
- 상대한 타자 수: 나성열 (664)
- 탈삼진: 나성열 (92)

## 선수단
- 선발투수 : 정민철, 신재웅, 송진우, 노장진
- 구원투수 : 한용덕, 김해님, 이상목, 이상열, 김재성, 정영환, 홍우태, 김민태
- 마무리투수 : 구대성, 이은승, 최호원, 공용우, 김성한
- 포수 : 조경택, 정진식, 심광호, 강인권, 김충민
- 1루수 : 장종훈
- 2루수 : 백재호, 김용선, 임수민
- 유격수 : 정경훈, 허준
- 3루수 : 홍원기, 이민호
- 좌익수 : 전상렬, 정기창, 이강돈, 이영우
- 중견수 : 강석천, 신진수
- 우익수 : 송지만, 강대호
- 지명타자 : 정영규, 임주택, 조효상, 장순재, 김대헌, 노상진, 장진성, 박상현, 오중석, 고기성, 김정윤

## 여담
- 정민철은 5월 23일 OB 베어스와의 경기에서 9이닝 노히터를 달성했는데, KBO 리그 역대 최초의 퍼펙트도 노려볼 수 있는 상황이었으나 포수 강인권의 낫아웃 출루 허용으로 인해 무산되었다.
- 포수 강인권은 6월 27일 삼성 라이온즈와의 경기에서 9회 말 1사 만루 상황에 공을 포구하는 과정에서 타자 정경배의 배트를 건드렸고, 타격 방해가 선언되어 3루 주자의 끝내기 득점을 허용했다. 이는 KBO 리그 사상 최초이자 유일한 끝내기 타격 방해다.
- 이강돈은 8월 31일 구단 사상 최초의 은퇴식을 갖고 은퇴했다. 이로써 이강돈은 KBO 리그 역대 외야수 중 통산 최다 실책(60)을 기록한 선수가 되었다.
- 송지만은 이 시즌 쌍방울 레이더스와의 경기에서 희생타 7개를 기록하여 단일 시즌 쌍방울 레이더스와의 경기에서 최다 희생타를 기록한 선수가 되었다.
- 이상열은 이 시즌 쌍방울 레이더스와의 경기에서 4패를 기록하여 단일 시즌 쌍방울 레이더스와의 경기에서 최다 패전을 기록한 선수가 되었다.
- 허준은 이 시즌 KBO 리그 역대 단일 시즌 현대 유니콘스 상대 최다 희생타(9) 기록을 세웠다.
- 마이크 부시는 시즌 후 열린 외국인 선수 드래프트에서 1라운드에 지명되어 한화 이글스 역대 최초의 외국인 선수가 되었다.
- 공용우와 이은승은 KBO 퓨처스리그 사상 1번째와 2번째로 통산 100경기에 등판한 투수들이 되었다.

## 같이 보기
- 1998년 한화 이글스 시즌